# Red de Investigación Piloto de Boyas Fijas en el Atlántico Tropical

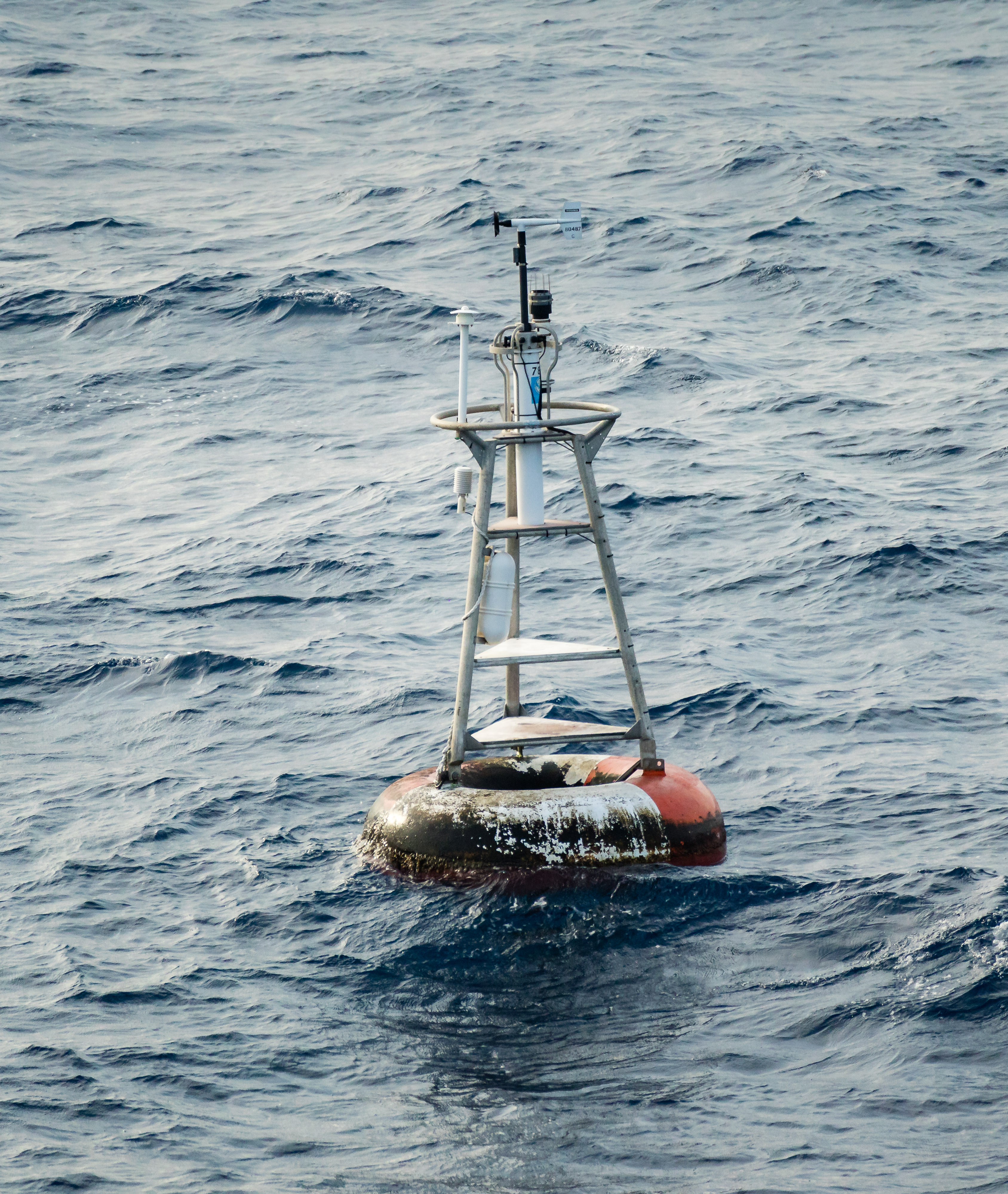
Boya de la red PIRATA situada a 0°N 0°E, en el punto denominado Null Island, en el año 2017.

La Red de Investigación Piloto de Boyas Fijas en el Atlántico Tropical (Prediction and Research Moored Array in the Atlantic, PIRATA en su sigles en inglés) es un sistema de boyas de observación amarradas en el Océano Atlántico tropical que recopilan datos meteorológicos y oceanográficos. Los datos recopilados por la red PIRATA ayudan a los científicos a comprender mejor los eventos climáticos en el Atlántico tropical y a mejorar la predicción del tiempo y la investigación climática en todo el mundo. Los eventos climáticos y oceánicos en el Atlántico tropical, como el dipolo de SST del Atlántico tropical, afectan las lluvias y el clima tanto en África occidental como en el noreste de Brasil. El Atlántico tropical septentrional es también una importante zona de formación de huracanes que afectan a las Indias Occidentales y Estados Unidos de América. Junto a la red RAMA en el Océano Índico y la red TAO/TRITON en el Océano Pacífico, PIRATA forma parte del sistema mundial de boyas de observación del océano tropical.

## Países participantes del proyecto
El proyecto es una cooperación tripartita entre Brasil, Francia y los Estados Unidos. Los principales organismos públicos involucrados son la NOAA en los Estados Unidos, el IRD y Météo-France de Francia junto con el INPE y la DHN de Brasil.

## Red PIRATA
La red de boyas PIRATA consta de diecisiete boyas Autonomous Temperature Line Acquisition System (ATLAS). En 1997 se desplegaron originalmente doce boyas. Dos de estas boyas fueron clausuradas en 1999 debido al vandalismo perpetrado por embarcaciones pesqueras. Se han agregado tres extensiones de la red original. Se desplegaron tres boyas frente a las costas de Brasil en 2005 y cuatro más en 2006/2007 para extender la cobertura hacia el norte y el noreste. Como ejercicio de demostración, se desplegó una boya en el sureste de la región, frente a las costas de África, entre junio de 2006 y junio de 2007.
Además de las boyas ATLAS, PIRATA tiene tres estaciones meteorológicas insulares, una en Fernando de Noronha, otra en el Archipiélago de San Pedro y San Pablo y una en Santo Tomé, donde se mantiene también un mareógrafo. También se realizan cruceros hidrográficos especiales y viajes anuales de mantenimiento de boyas bajo los auspicios del proyecto PIRATA.

## Boyas ATLAS
Cada boya ATLAS mide:
- Velocidad y dirección del viento.
- Temperatura del aire.
- Lluvia.
- Humedad.
- Radiación solar.
- Presión, temperatura y conductividad a 500 metros bajo el nivel del mar.

Además, una boya tiene un Perfilador de Corriente Acústico Doppler (ADCP) instalado en uno de sus lados para medir la corriente de agua y velocidades y cuatro boyas están equipadas para medir el flujo de calor neto.
Las observaciones medias diarias de las boyas ATLAS se reciben casi en tiempo real a través del Sistema Argos y los satélites brasileños. Los datos son procesados por la TAO Project Office de la NOAA y publicados en el Global Telecommunications System para su distribución en tiempo real a los centros meteorológicos y otros usuarios. Las mediciones de alta frecuencia se almacenan en las boyas y se recuperan durante las operaciones de mantenimiento. La red proporciona entre 4.000 y 4.500 valores únicos por hora por mes.